# Horitschon
Horitschon è un comune austriaco di 1 903 abitanti nel distretto di Oberpullendorf, in Burgenland; ha lo status di comune mercato (Marktgemeinde).